# Matouš Vencálek
Matouš Vencálek (* 9. března 1989 Brno) je český politik a religionista, v letech 2016 až 2018 a opět od roku 2024 člen předsednictva Strany zelených, spolupředseda jihomoravské krajské organizace Strany zelených. Od roku 2022 zastupitel městské části Brno-Bystrc.

## Život
Vystudoval religionistiku na Filozofické fakultě Masarykovy univerzity v Brně. Ve své akademické práci se jako jeden z mála českých religionistů zaměřuje především na studium moderního pohanství, a také na vztah náboženství a politiky v současné společnosti. Je členem České společnosti pro religionistiku. Je synem někdejšího zastupitele města Brna za Sdružení pro Brno a později Občanské hnutí a ředitele Českého rozhlasu Brno Tomáše Vencálka a vnukem novináře, spisovatele a jednoho ze zakladatelů brněnského Občanského fóra Ladislava Vencálka.

## Politické působení
Od roku 2009 je členem Strany zelených, od roku 2014 do roku 2016 byl předsedou a následně spolupředsedou jihomoravské krajské organizace Strany zelených. Na sjezdu Zelených v Praze v lednu 2016 byl zvolen členem předsednictva strany. Mandát mu vypršel v lednu 2018 a na třetím českotřebovském sjezdu již funkci neobhajoval. V únoru však byl zvolen zástupcem jihomoravské krajské organizace v širším vedení strany – republikové radě. Na krajské konferenci dne 27. listopadu 2018 byl po dvou letech opět zvolen předsedou jihomoravské krajské organizace Zelených.
V komunálních volbách v roce 2014 kandidoval na kandidátce Strany zelených do Zastupitelstva města Brna, ale nebyl zvolen.
V krajských volbách v roce 2016 kandidoval v jihomoravském kraji jako člen Zelených na společné kandidátce Zelených a Pirátů (Zelení a Piráti pro Jihomoravský kraj), ale nebyl zvolen. Jako expert na vzdělávání byl ale po volbách nominován do Komise pro výchovu, vzdělávání a sport Rady Jihomoravského kraje.
Ve volbách do Poslanecké sněmovny v roce 2013 kandidoval za Zelené v Jihomoravském kraji, strana se však do Sněmovny nedostala. Ve volbách do Poslanecké sněmovny v roce 2017 kandidoval za Zelené v Jihomoravském kraji na 3. místě kandidátky, strana ale ve volbách neuspěla.
V komunálních volbách v roce 2018 kandidoval na kandidátce Strany zelených do Zastupitelstva města Brna na čtvrtém místě, strana však ve volbách neuspěla. Ve volbách do Evropského parlamentu v květnu 2019 kandidoval jako člen Zelených na 20. místě kandidátky subjektu s názvem "Starostové (STAN) s regionálními partnery a TOP 09", ale nebyl zvolen.
V krajských volbách v roce 2020 kandidoval v Jihomoravském kraji jako člen Zelených za koalici Spolu pro Moravu. Po volbách se stal členem Výboru pro výchovu, vzdělávání a zaměstnanost Zastupitelstva Jihomoravského kraje. Ve volbách do Poslanecké sněmovny PČR v roce 2021 byl lídrem Zelených v Jihomoravském kraji, ale nebyl zvolen.
V komunálních volbách v roce 2022 kandidoval z pozice člena Zelených za uskupení „Zelení a Žít Brno s podporou Idealistů“ do Zastupitelstva města Brna, ale nebyl zvolen. Byl však zvolen do Zastupitelstva městské části Brno-Bystrc jako kandidát Zelených na kandidátce uskupení „Zelená pro Bystrc, Piráti a Bystrčáci“.
Ve volbách do Zastupitelstva Jihomoravského kraje 2024 kandidoval jako člen Zelených na pátém místě kandidátky Hlas Moravy, ale nebyl zvolen. V listopadu 2024 byl opět zvolen členem předsednictva strany.
Ve sněmovních volbách v roce 2025 kandiduje v Jihomoravském kraji z pozice člena Zelených na 9. místě kandidátní listiny Pirátů.